# 森長武
森 長武（もり ながたけ）は、美作津山藩3代藩主。

## 生涯
正保2年（1645年）1月23日、第2代藩主森長継の三男として生まれる。延宝2年（1674年）に嗣子であった長兄の忠継が早世し、その子である長成も4歳の幼少のため、長成が16歳になるまでの中継ぎとして、延宝2年（1674年）4月26日に長継の隠居の跡を受けて家督を継いだ。
長武は藩主の権力を強化するため、譜代の重臣を排除して側用人を重用する一方で、延宝4年（1676年）に銀札を発行し、延宝7年（1679年）には佐良川水路の改修、さらに家臣の知行削減や寺社領の没収などを行なうなどして藩財政を盛り立てた。延宝4年（1676年）、弟の長俊に新田1万5000石を分与し、津山新田藩を立藩させている。
貞享3年（1686年）5月27日、16歳になった長成に家督を譲って隠居し、隠居料として蔵米2万石を与えられた。後にこの2万石を基に、弟の長基を養子に迎えて分家（津山新田藩）を興そうとしたが、長成の反対や長基との不仲・病弱などもあって実現しないまま、元禄9年（1696年）5月18日に死去した。享年52。

## 系譜
- 父：森長継（1610-1698）
- 母：鶴 - 大御前、池田長幸の娘
- 正室：京極高直の娘
- 養子
  - 男子：森長成（1671-1697） - 森忠継の三男